# Maidelis Saldiña
Maidelis Rivero Saldiña (født 15. maj 1988) er en håndboldmålmand fra Cuba. Hun spiller på Cubas håndboldlandshold, og deltog under VM 2011 i Brasilien.